# Asellus primoryensis
Asellus primoryensis är en kräftdjursart som beskrevs av Henry och Guy Magniez 1993. Asellus primoryensis ingår i släktet Asellus och familjen sötvattensgråsuggor. Inga underarter finns listade i Catalogue of Life.